# Біга (ільче)
40°13′40″ пн. ш. 27°14′28″ сх. д. / 40.227816° пн. ш. 27.24121° сх. д.
Біга (тур. Biga) — ільче (округ) у складі ілу Чанаккале на заході Туреччини. Адміністративний центр — місто Біга.

## Склад
До складу ільче (округу) входить 7 буджаків (районів) та 103 населених пункти (6 міст та 97 сіл):
| Поселення    | Площа, км² | Населення, осіб (2011) | Центр        | Населені пункти |
| ------------ | ---------- | ---------------------- | ------------ | --------------- |
| Бакаджак     | -          | 3435                   | Бакаджак     | 16              |
| Баликличешме | -          | 6888                   | Баликличешме | 18              |
| Біга         | -          | 54579                  | Біга         | 31              |
| Гюмюшчай     | -          | 4182                   | Гюмюшчай     | 12              |
| Гюндогду     | -          | 1784                   | Гюндогду     | 5               |
| Карабіга     | -          | 7032                   | Карабіга     | 9               |
| Сінекджі     | -          | 4137                   | Сінекджі     | 12              |

### Найбільші населені пункти
| №  | Населений пункт | Населення, осіб (2011) |
| -- | --------------- | ---------------------- |
| 1  | Біга            | 38 681                 |
| 2  | Карабіга        | 2 974                  |
| 3  | Єнідже          | 2 470                  |
| 4  | Гюмюшчай        | 2 039                  |
| 5  | Єнічіфтлік      | 1 401                  |
| 6  | Баликличешме    | 1 356                  |
| 7  | Йортюлюдже      | 1 352                  |
| 8  | Агакьой         | 1 231                  |
| 9  | Йолінді         | 1 028                  |
| 10 | Козчешме        | 987                    |